# Poggiridenti

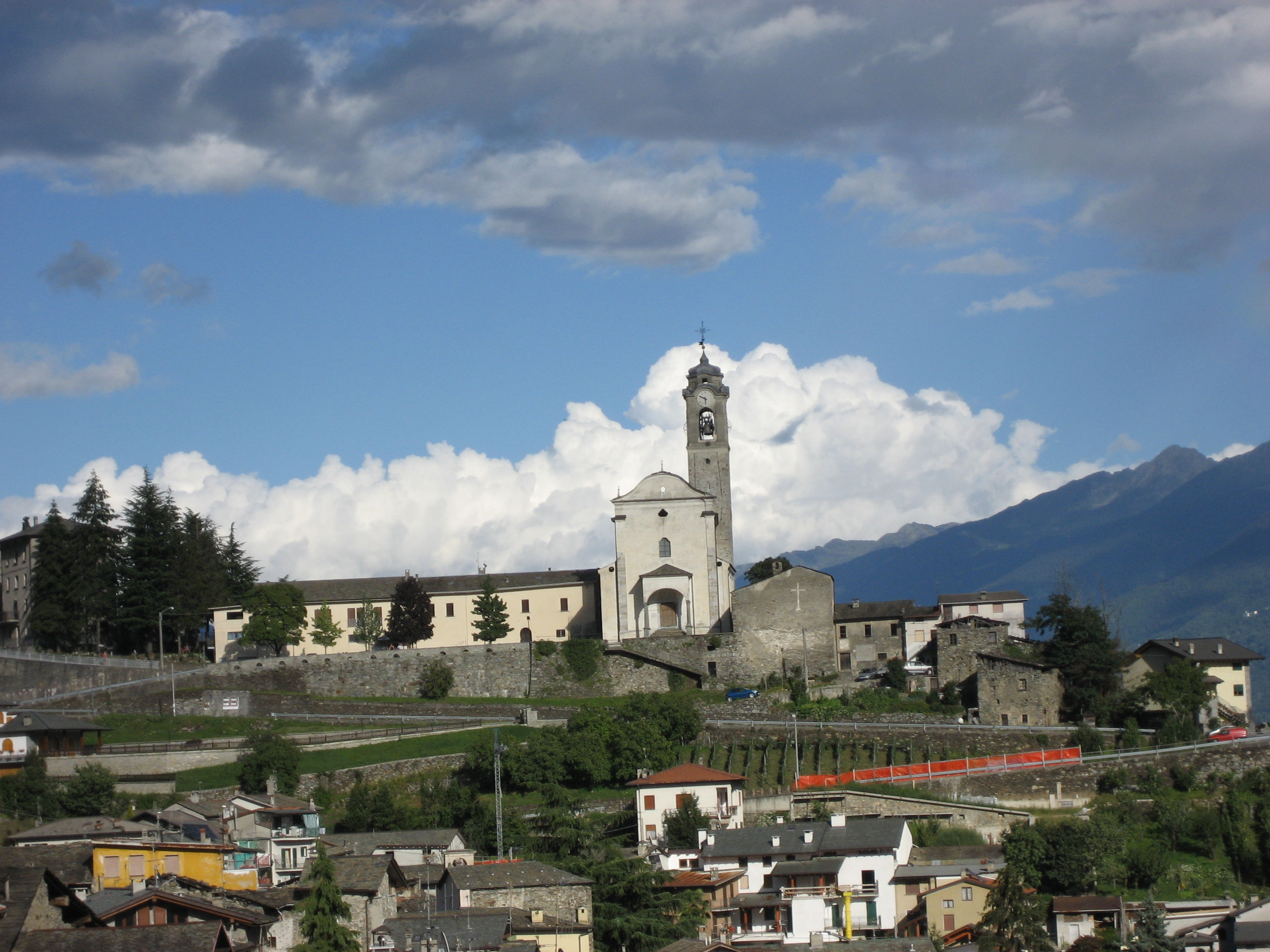
Poggiridenti

Poggiridenti ist eine norditalienische Gemeinde (comune) mit 1820 Einwohnern (Stand 31. Dezember 2023) in der Provinz Sondrio in der Lombardei. 

## Geographie
Die Gemeinde liegt etwa 4,5 Kilometer ostnordöstlich von der Provinzhauptstadt Sondrio an der Adda im Veltlintal. 
Die Nachbargemeinden sind Montagna in Valtellina, Piateda und Tresivio.

## Geschichte
Die Gemeinde wird erstmals im 12. Jahrhundert urkundlich erwähnt; zu dieser Zeit war das Gebiet, genannt Pendolasco, ein Gericht der Gemeinde Tresivio. Aus dem Ortsnamen leitet sich auch der Name der Familie Da Pendolasco ab, die im 16. Jahrhundert den Status eines Adligen annahm. Nach den vom Bischof Feliciano Ninguarda unterzeichneten Urkunden befinden sich 1589 in Pendolasco etwa 600 Einwohner. Zumindest bis zum Ende des siebzehnten Jahrhunderts wurde das Gebiet von Pest und Hungersnot heimgesucht. Der erste demographische Anstieg und die Verbesserung der wirtschaftlichen Bedingungen sind 1706 bestätigt. Während der napoleonischen Zeit war das Gebiet Teil der Cisalpinischen Republik und nach dem Wiener Kongress das Königreich Lombardo-Venetien, wie die gesamte Provinz Sondrio. Im Jahr 1816 trennte sich die Pieve von Pendolasco von Montagna und wurde zu einer autonomen Gemeinde. Im Jahr 1861, nach dem zweiten Unabhängigkeitskrieg, wurde es Teil des Königreichs Italien.

## Verkehr
Durch die Gemeinde führt die Strada Statale 38 dello Stelvio von Piantedo kommend über das Stilfser Joch. Der Bahnhof von Poggiridenti zusammen mit den Nachbargemeinden Tresivio und Piateda liegt an der Ferrovia Alta Valtellina.